# 欧特雷什 (安德尔-卢瓦尔省)
欧特雷什（法語：Autrèche，法語發音：[otʁɛʃ] ⓘ）是法国安德尔-卢瓦尔省的一个市镇，位于该省东部，属于图尔区。

## 地理
欧特雷什（47°31'29"N, 0°59'46"E）面积20.72 平方千米，位于法国中央-卢瓦尔河谷大区安德尔-卢瓦尔省，该省份为法国中西部省份，北起萨尔特省、东北接卢瓦-谢尔省，东南接安德尔省，南至维埃纳省，西临曼恩-卢瓦尔省。
与欧特雷什接壤的市镇（或旧市镇、城区）包括：图赖讷地区欧祖埃尔、康热、达姆玛丽莱布瓦、图赖讷地区蒙特勒伊、莫朗、讷耶勒列尔、圣旺莱维涅。

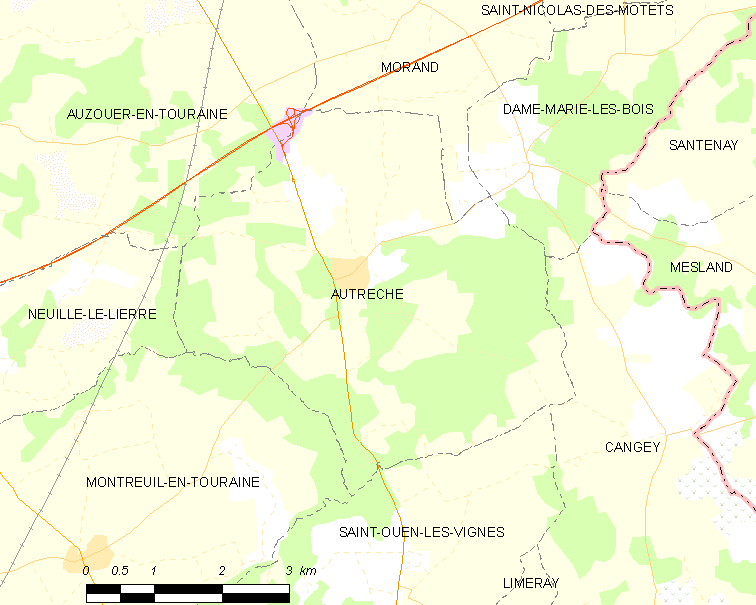
的OSM定位图

欧特雷什的时区为UTC+01:00、UTC+02:00（夏令时）。

## 行政
欧特雷什的邮政编码为37110，INSEE市镇编码为37009。

## 政治
欧特雷什所属的省级选区为雷诺堡县。

## 人口

1962-2008年间人口变化图示

欧特雷什于2022年1月1日时的人口数量为419人。